# Ofiolit Semail
Ofiolit Semail iz gorovja Hadžar v Omanu in Združenih arabskih emiratih je velika plošča oceanske skorje, sestavljena iz vulkanskih kamnin in ultramafičnih kamnin iz zgornjega Zemljinega plašča, ki je bila kot ofiolit narinjena na kontinentalno skorjo. Leži na vzhodnem vogalu Arabskega polotoka  in pokriva površino približno 100.000 km2. Na podlagi tehnik datiranja z uporabo urana in svinca je ofiolit Semail nastal v pozni kredi. V glavnem je narejen iz silikatnih kamnin z vsebnostjo (SiO2) v razponu od 45–77 wt %. Ofiolit Semail je pomemben, ker je bogat z bakrovimi in kromitnimi rudnimi telesi in ker zagotavlja tudi dragocene informacije o oceanskem dnu in plašču na kopnem. Geologi so preučevali to območje in poskušali najti najboljši model, ki bi pojasnil nastanek ofiolita Semail.

## Geološke formacije
Arabsko kontinentalno obrobje je nastalo v zgodnjem paleozoiku in morda v poznem proterozoiku. Nato so narivne plošče strukturno nizke proti visokim: avtohtone enote in alohtone enote. Alohtone enote, od nizke do visoke strukturno, so skupina Sumeini, kompleks Havasina, kompleks Hajbi, ofiolit in kompleks Batina. Od skupine Sumeini do kompleksa Hajbi sestavlja celinsko pobočje s starostnim razponom od srednjega triasa do pozne krede. Ofiolit je nastal v pozni kredi in je sestavljen iz bazalne metamorfne podlage (150–200 m), tektonskega peridotita (8–12 km), magmatskega peridotita in gabra (0,5–6,5 km), ploščatih dajkov (1–1,5 km), in lave (0,5–2,0 km). [6] Kompleks Batina, ki vsebuje sedimente kontinentalnega roba, je prišel izpod ofiolita med poznofaznim ekstenzijskim prelomom in nato zdrsnil v ofiolit pozno v zgodovini umestitve.

## Tektonski modeli
Obstajajo trije različni modeli, ki lahko pojasnijo, kako bi ofiolit Semail lahko oblikoval in prevrnil kontinentalni rob:
- Model gravitacijskega drsenja: od 7 do 20 km debel ofiolitni teren bi lahko zdrsnil na kontinentalni rob. To zahteva povišano izvorno regijo, kar predstavlja težave.[7]
- Model suprasubdukcije: zamašitev ofiolitne vrzeli med jarkom zaradi trka vulkanskega loka in pasivnega kontinentalnega roba (slika 2). Slika 2-A, starejša od 101 do 95 milijonov let, srednjeoceanski hrbet se širi in oceanska litosfera se subducira pod celinsko litosfero na desni, medtem ko druga stran prekriva oceansko litosfero na levi. Prav tako tam proto ofiolit Semail in vulkanizem začneta oblikovati vulkanski lok. Slika 2-B, od 95 do 87 Ma se srednjeoceanski hrbet širi in nastaja vulkanski lok. Slika 2-C, od 87 do 76 Ma se srednjeoceanski hrbet širi in oceanska litosfera se s pomočjo vulkanskega loka potiska čez kontinentalno litosfero.[8]
- Obdukcijski model: oceanska litosfera nad narivano kontinentalno litosfero (slika 3). Slika 3-A, starejše od 101 do 95 milijonov srednjeoceanski hrbet se širi in oceanska litosfera se subducira pod obe kontinentalni litosferi. Začetno mesto ofiolita Semail je označeno na desni oceanski litosferi. Slika 3-B, od 95 do 87 Ma se je srednjeoceanski hrbet prenehal širiti in začelo se je intraoceansko narivanje. Kjer se je leva oceanska litosfera subducirala pod desno oceansko litosfero z ofiolitom Semail, ki se je zbral v pogojih amfibolitnega faciesa na dnu ofiolita Semail. Na sliki 3-C od 87 do 76 milijonov let ofiolit Semail prevrne celinsko litosfero in se namesti na kraton, ki se nabira v faciesu zelenega skrilavca na dnu ofiolita Semail. Ta model bolj podpirajo geologi.

- Fig 2: Model suprasubdukcije
- Fig 3: Obdukcijski model